# 依玛乡
依玛乡，是中华人民共和国新疆维吾尔自治区喀什地区泽普县下辖的一个乡镇级行政单位。

## 行政区划
依玛乡下辖以下地区：
巴格艾日克村、木尕拉村、米尔皮格勒村、明勒克村、阿勒吞其村、色日克乌依村、铁提尔巴格村、巴达木艾日克村、库木艾日克村、阿热艾日村、依玛村、代普桑村、奥依村、托格拉克村、恰喀村、托万喀拉尤勒滚村、托万古鲁巴格村、克孜勒加依村和巴格湾村。